# Apeadero de Sálus
El Apeadero de Sálus es una plataforma ferroviaria desactivada de la Línea del Corgo, situada en el ayuntamiento de Chaves, en Portugal.

## Historia

### Inauguración
El tramo entre las estaciones de Pedras Salgadas y Vidago, donde este apeadero se encontraba, fue inaugurado el 20 de marzo de 1910.

### Expansión
En 1934, la Compañía Nacional de Ferrocarriles, que estaba explotando la Línea del Corgo, construyó un cobertizo para servir de resguardo a los pasajeros.

### Cierre
El tramo entre Chaves y Vila Real fue cerrado en 1990.